# 10144 Bernardbigot
10144 Bernardbigot è un asteroide della fascia principale. Scoperto nel 1994, presenta un'orbita caratterizzata da un semiasse maggiore pari a 2,9384550 au e da un'eccentricità di 0,0224988, inclinata di 0,76947° rispetto all'eclittica.